# 熊本県道187号免田停車場線
熊本県道187号免田停車場線（くまもとけんどう187ごう めんだていしゃじょうせん）は、熊本県球磨郡あさぎり町を通る一般県道である。

## 概要
くま川鉄道湯前線あさぎり駅（旧、免田駅）と国道219号を結んでいる。

### 路線データ
- 起点：熊本県球磨郡あさぎり町免田東（くま川鉄道湯前線 あさぎり駅前）
- 終点：熊本県球磨郡あさぎり町免田東（国道219号・熊本県道48号多良木相良線交点）

## 地理

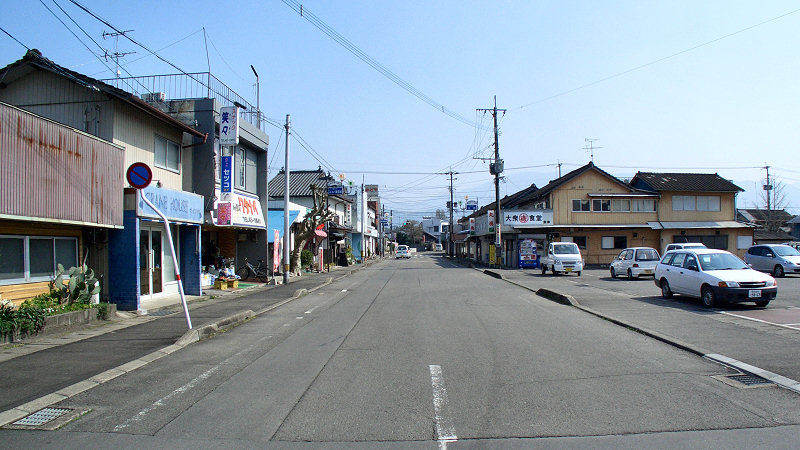
沿線風景

### 通過する自治体
- 球磨郡あさぎり町

### 交差する道路
| 交差する道路                       | 交差する場所 | 交差する場所 |
| ---------------------------------- | ------------ | ------------ |
| 国道219号 熊本県道48号多良木相良線 | 免田東       | 終点         |

### 沿線
- くま川鉄道湯前線 あさぎり駅